# Unités de superficie courantes
Plusieurs unités de mesure sont utilisées, plus ou moins formellement, pour désigner des superficies. Ces conventions varient d'un pays et d'une culture à l'autre.

## Québec
Les logements et terrains relativement petits sont généralement mesurés en pieds ou en mètres. Les terrains plus vastes sont aussi mesurés en arpents, en acres ou (plus rarement) en hectares.
| Nom d'unité | en Acre | en Arpent | en Hectare | en m²     | en pc      |
| ----------- | ------- | --------- | ---------- | --------- | ---------- |
| Acre        | 1       | 1,18      | 0,40       | 4 046,86  | 43 560,00  |
| Arpent      | 0,84    | 1         | 0,34       | 3 418,89  | 36 800,67  |
| Hectare     | 2,47    | 2,92      | 1          | 10 000,00 | 107 639,10 |